# Улица Банкалар

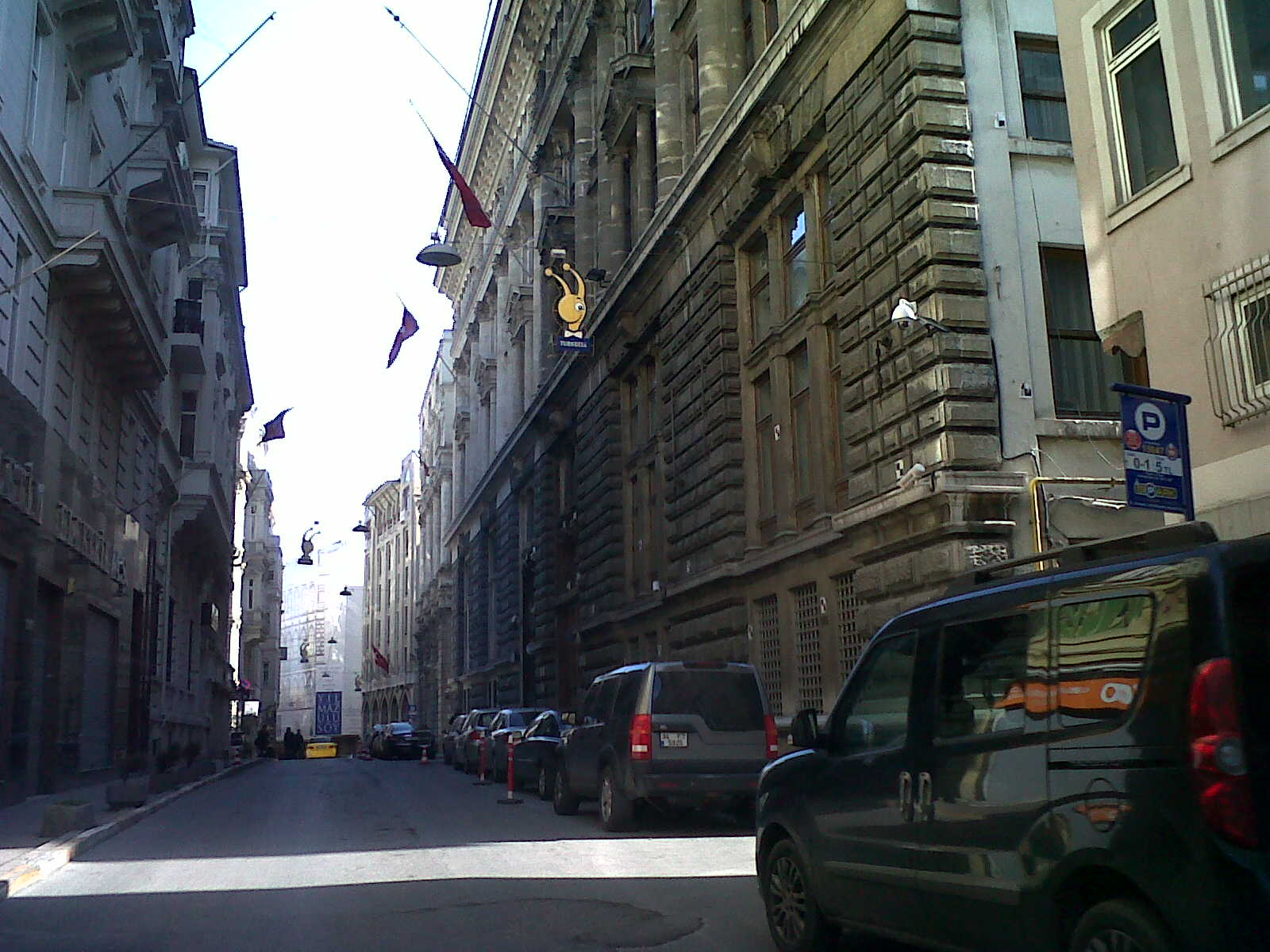
Улица Банкалар. Справа стоит здание Османского банка (1892)

Улица Банкалар (тур. Bankalar Caddesi, дословно «Банковская улица») — улица в историческом районе Каракёй в Стамбуле, Турция. Улица Банкалар была финансовым центром Османской империи. На ней были расположены главные офисы известных банков, финансовых институтов, страховых компаний, включая Османский банк, бывший центральным банком империи, и Османскую фондовую биржу. Эти здания до сих пор используются как офисы многими банками и другими финансовыми организациями.
Улица Банкалар оставалась главным финансовым районом Стамбула вплоть до 1990-х годов, когда большинство турецких банков начали перемещать свои центральные офисы в современные деловые кварталы Левент и Маслак. В 1995 году, Стамбульская фондовая биржа переехала в современное офисное здание в районе Сарыер.

## Достопримечательности

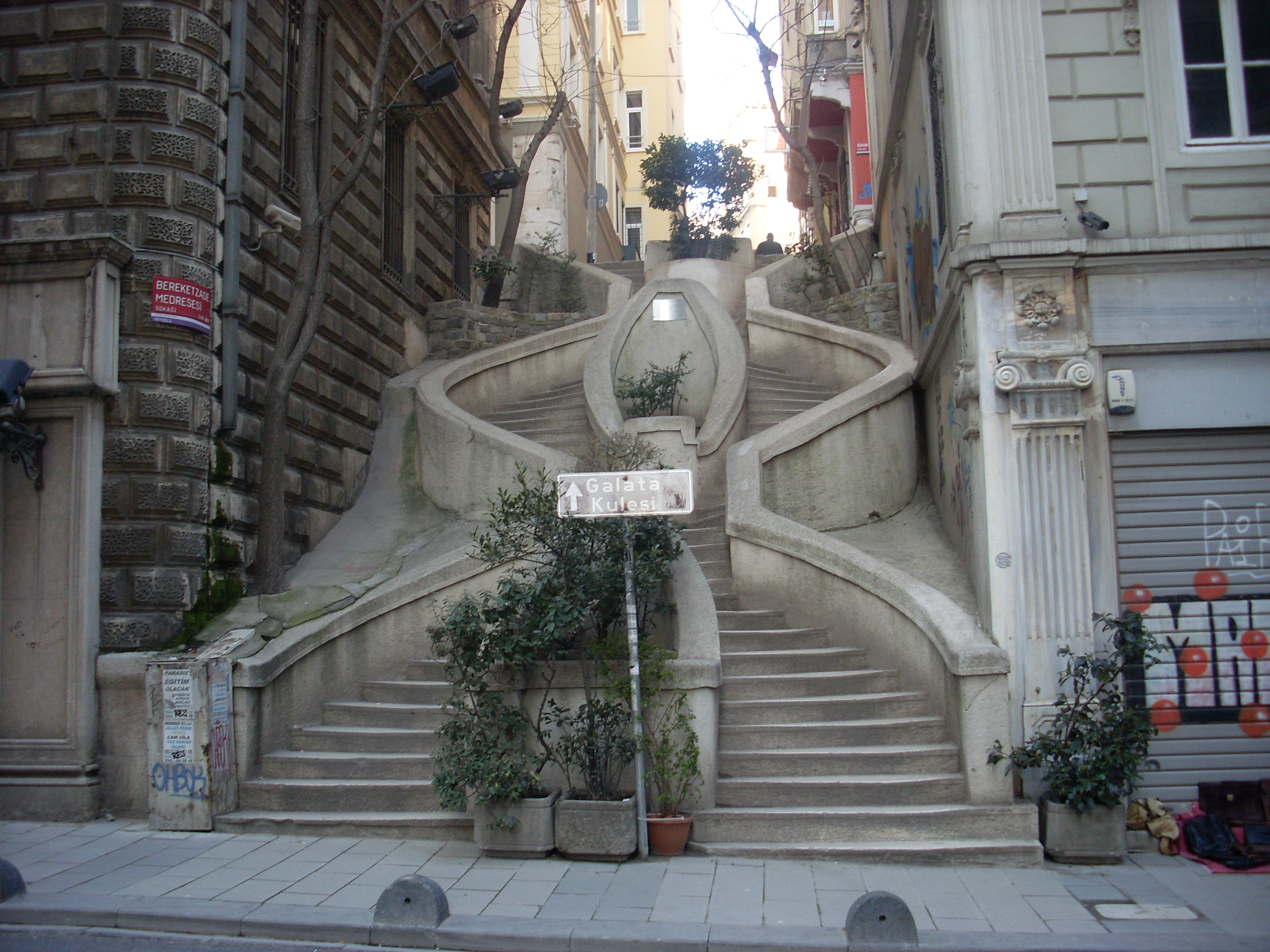
Лестница Камондо

Возле восточного окончания улицы находится южная остановка Тюнеля (1875 год), второй в мире линии метро. Лестница Камондо, построенная в смешении стилей необарокко и раннего модерна в 1870—1880 годах банкиром Абраамом Саломоном Камондо, также находится на улице Банкалар.
Ступени ведут к исторической улице Rue Camondo (Banker Sokak в настоящее время) и Kart Çınar Sokak (западное продолжение Banker Sokak), где находятся руины генуэзской Палаццо-дель-Комуне (Palazzo del Comune, 1316 год), построенной Монтано де Маринисом. На небольшом расстоянии на запад расположена Подеста Галаты, за фасадом офисного здания Берекет Хана 1880-х годов на улице Банкалар.